# Albert Auguste Perdonnet
Jean Albert Vincent Auguste Perdonnet (12. března 1801, Paříž – 27. září 1867, Cannes) byl francouzský železniční inženýr. V roce 1828 publikoval první francouzskou učebnici železničního inženýrství. Zabýval se také studiem příčin železničních nehod a hledáním možností jejich předcházení. Pracoval pro Železniční společnost Paříž-Saint Germain, již pomáhal stavět.
Perdonnetovo jméno je jedno z jmen, napsaných na Eiffelově věži.